# Josh Wardle
Josh Wardle, ook bekend onder pseudoniem powerlanguage, is een programmeur en internetbekendheid. Hij woont in 2022 in Brooklyn, New York met zijn vrouw Palak Shah. Hij heeft onder andere bij Reddit gewerkt als software engineer. Wardle is bekend van enkele van zijn online creaties zoals het sociale experiment Place uit 2017 en het browserspel Wordle uit 2021, welke beide grote internationale bekendheid genieten.